# Дмитрий Константинович (внук Николая I)
Великий князь Дми́трий Константи́нович (1 (13) июня 1860, Стрельна — 28 января 1919, Петроград) — третий сын великого князя Константина Николаевича, внук Николая I.
Шеф 16-го гренадерского Мингрельского своего имени полка, флигель-адъютант Его Императорского Величества. На службе состоял в лейб-гвардии Конном полку до 1893, когда, в чине полковника, назначен командиром лейб-гвардии Конно-гренадерского полка.
Кавалер многих орденов Российской империи и иностранных государств.

## Биография

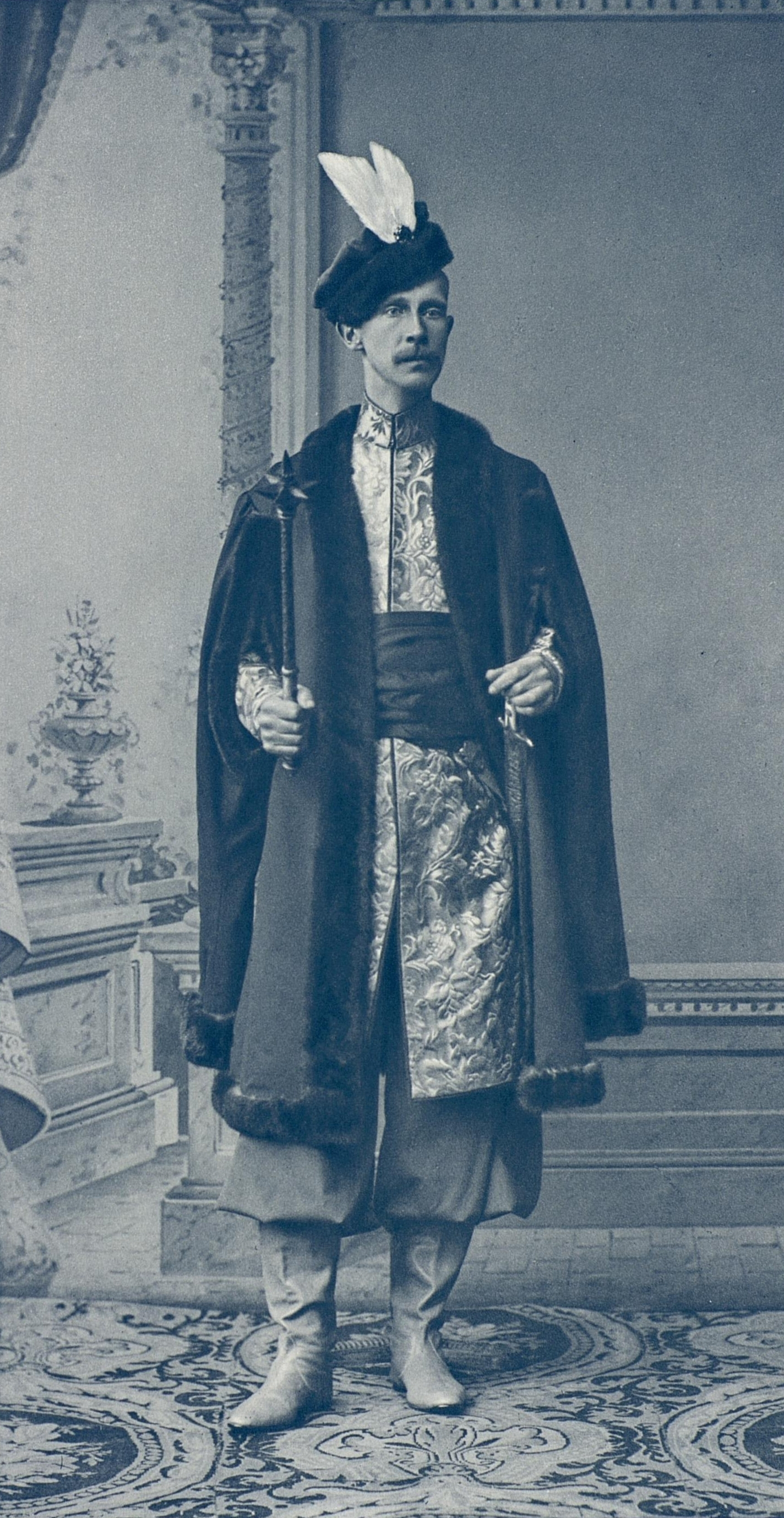
Великий князь Дмитрий Константинович на Костюмированном балу 1903 года в наряде полковника Сумского Слободского полка 1651 г.

Младший сын Константина Николаевича и Александры Иосифовны, как и все Константиновичи, был высокого роста и отличался худобой. Он получил очень хорошее образование, прекрасно разбирался в классической литературе, принимал участие в домашних спектаклях; брал уроки игры на скрипке (его музыкальным педагогом был Е. К. Альбрехт). Многие находили в нём незаурядные актерские способности. Он никогда не был женат и слыл ярым женоненавистником. Свою нерастраченную любовь он перенёс на племянников и племянниц — детей брата Константина. Сначала его готовили к военно-морской карьере, но он страстно любил лошадей и в конечном итоге перешёл служить в кавалерию.

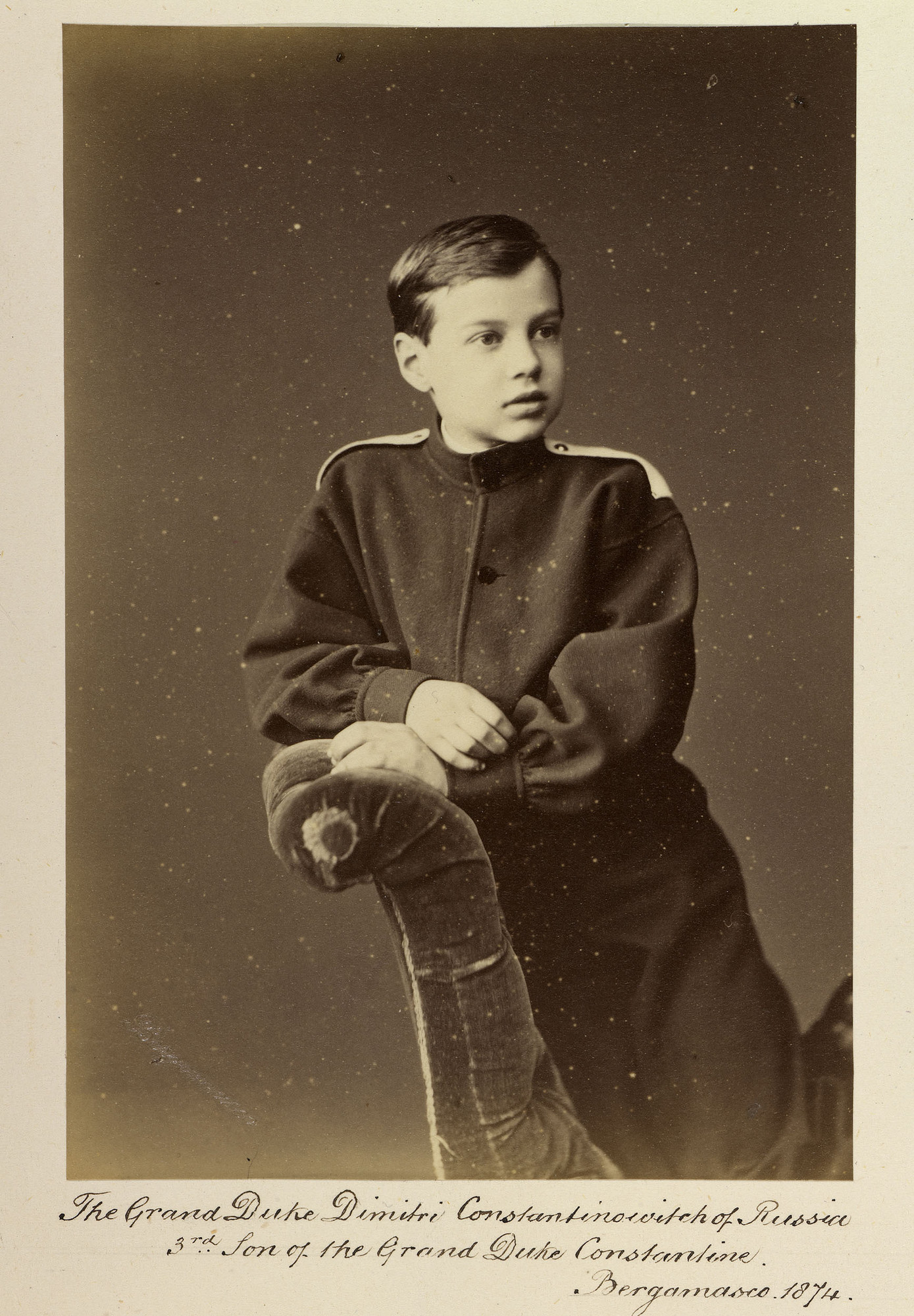
Великий князь Дмитрий Константинович. 1874 г.

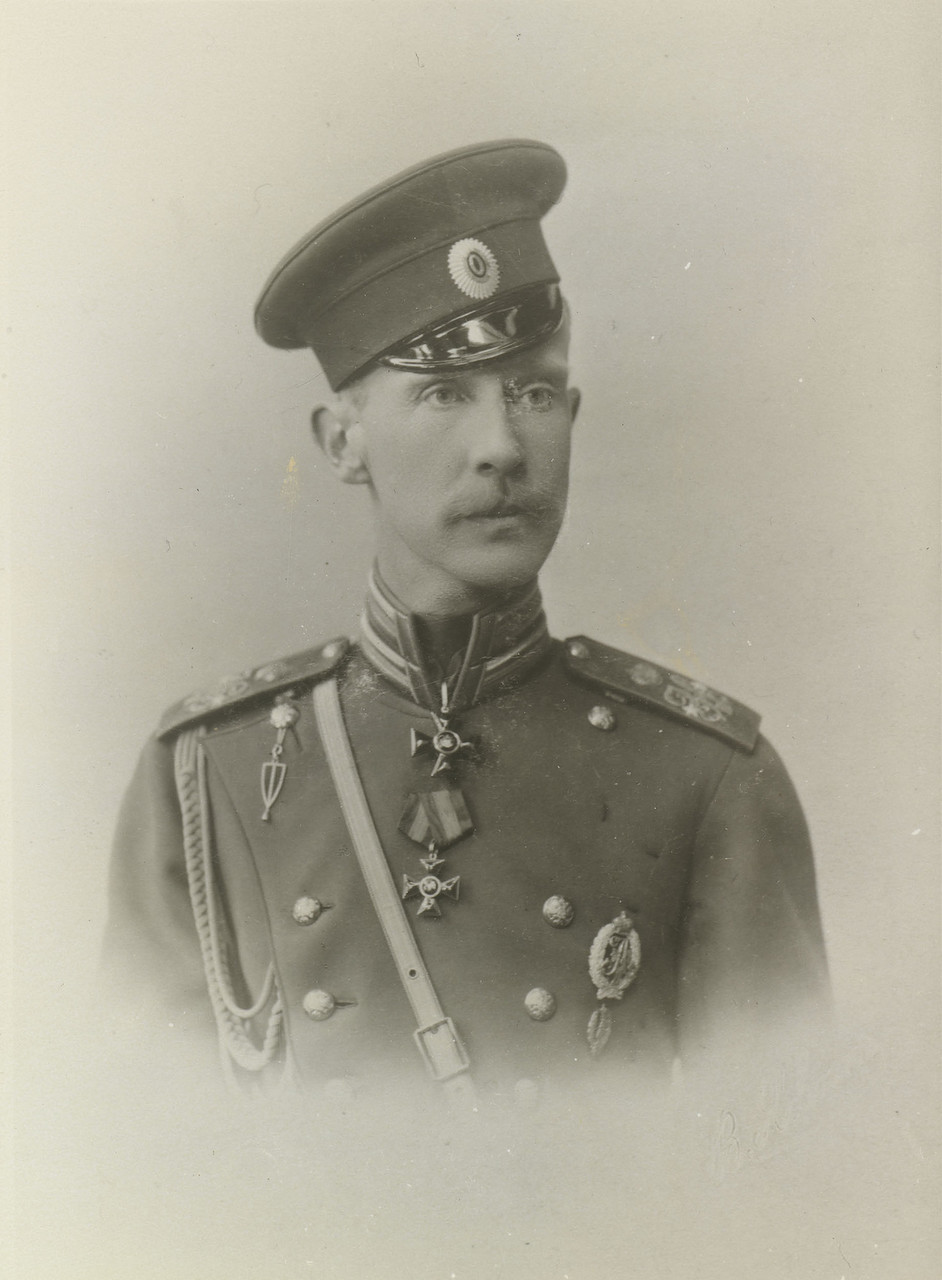
Великий князь Дмитрий Константинович, генерал-майор. Конец XIX века.

В 1880 году он построил себе двухэтажную дачу в Красном Селе. При даче имелась конюшня и прогулочный двор для лошадей. Здесь он проводил лето со своим полком.
В ноябре 1881 года Александр III назначил Дмитрия Константиновича флигель-адъютантом.
6 апреля 1889 года, великий князь был произведен в ротмистры и назначен командиром 2-го эскадрона лейб-гвардии Конного полка.
10 декабря 1892 года он был повышен в звании до полковника и, благодаря безупречной службе, через некоторое время получил в командование Конно-гренадерский лейб-гвардии полк.
С 1903 по 1905 годы командовал 1-й бригадой 2-й Гвардейской кавалерийской дивизии.
В 1895 году одним из первых в России купил автомобиль — Benz Phaeton. 13 августа «новый бензиновый экипаж» был показан Николаю II, но уже в 1897 году он был продан за одну пятую покупной цены. В следующий раз великий князь обзавёлся автомобилем только в 1907 году.
Помимо строевых должностей, Дмитрий Константинович занимал должность председателя Комиссии по приёму лошадей, поставляемых Главным управлением государственного коннозаводства в армейскую кавалерию. В 1913 году председательствовал на Всероссийской выставке рысаков в Киеве. Своими успехами русское коннозаводство в начале XX века в немалой степени обязано великому князю, а также и большой потребностью армии в лошадях. Под Полтавой он имел собственный Дубровский конный завод, где разводил рысаков и верховых лошадей орлово-ростопчинской породы.
Великий князь не смог принять участия в войне с Германией из-за близорукости, к 1914 году перешедшей в почти полную слепоту. Занимался подготовкой кавалерии в тылу, курируя обучение конников в кавалерийских частях.
После отречения Николая II был в апреле 1917 года уволен в отставку.

## Советский период. Тюрьма и казнь
По декрету от 26 марта 1918 года Дмитрий Константинович был выслан в Вятку. В июле 1918 года он был арестован и посажен в Вологодскую тюрьму, а затем через 3 недели перевезён в Петроград в Дом предварительного заключения на Шпалерной улице. Содержался в одной камере со своим кузеном Георгием Михайловичем. Рядом, в соседней камере, поместили племянника Дмитрия — Гавриила Константиновича, им иногда удавалось видеться.
9 января 1919 года Президиум ВЧК (в заседании участвовали Петерс, Лацис, Ксенофонтов и секретарь О. Я. Мурнек) вынес постановление: «Приговор ВЧК к лицам, бывшей императорской своры — утвердить, сообщив об этом в ЦИК». Дмитрия Константиновича вместе с Павлом Александровичем, Николаем Михайловичем и Георгием Михайловичем отвезли в Петропавловскую крепость и в одну из ночей последней декады января 1919 года расстреляли как заложников в ответ на убийство Розы Люксембург и Карла Либкнехта в Германии. Командовал экзекуционным отрядом некий Гордиенко, тюремный надзиратель, получавший в своё время ценные подарки из Кабинета Его Величества. В последние минуты Дмитрий Константинович истово молился, повторяя: «Прости им Господи, не ведают, что творят…». Сообщение о расстреле великих князей было опубликовано 31 января 1919 года в «Петроградской правде». Вероятно, погребён в братской могиле на территории Заячьего острова.
Канонизирован Русской православной церковью за границей в сонме Новомучеников российских 1 ноября 1981 года.
Реабилитирован постановлением Прокуратуры Российской Федерации 9 июня 1999 года (посмертно).

## Владения
Владел домом в Санкт-Петербурге (Песочная набережная, д. 24; куплен в 1915 г.), имением Ореанда в Ялтинском уезде Таврической губернии (300 дес, унаследовал у отца в 1892 г., в 1894 г. продал Министерству императорского двора и уделов), имением Кичкине там же (ок. 2 дес, куплено в 1912 г.), 1000 кв. саж. земли при деревне Аннино Шунгоровской волости Петергофского уезда. и 400 кв. саж. в Красном Селе Царскосельского уезда Санкт-Петербургской губернии., Дубровским конным заводом в Миргородском уезде Полтавской губернии (2987,5 дес), частью имения Уч-Дере в Сочинском округе Черноморской губернии, участками земли в районе рек Херати и Кудебти в Черноморской губ. (1287 дес, не разделены, совместно с братом). В 1911 г. унаследовал у матери мызу Стрельна (с Константиновским дворцом) Санкт-Петербургский уезд одноименной губернии.

## Награды
Российской империи:
- Орден Святой Анны 1-й степени (1860)[9]
- Орден Белого орла (1860)[9]
- Орден Святого Андрея Первозванного (1860)[9]
- Орден Святого Станислава 1-й степени (1865)[9]
- Орден Святого Владимира 4-й степени (1883)[9]
- Орден Святого Владимира 3-й степени (1894)[9]
- Орден Святого Владимира 2-й степени (1901)[9]

Иностранных государств:
- Орден Вюртембергской короны большой крест (1874, королевство Вюртемберг)[9]
- Орден Вендской короны большой крест (1874, великое герцогство Мекленбург-Шверин)
- Орден Спасителя 4-й степени (1879, королевство Греция)[9]
- Орден Чёрного орла (1879, королевство Пруссия)[9]
- Орден Спасителя 1-й степени (1880, королевство Греция)[9]
- Орден Саксен-Эрнестинского дома 1-й степени (1881, герцогство Саксен-Альтенбург)[9]
- Орден Князя Даниила I 1-й степени (1882, княжество Черногория)[9]
- Орден «Святой Александр» 1-й степени (1883, царство Болгария)[9]
- Орден Саксен-Эрнестинского дома 4-й степени (1883, герцогство Саксен-Альтенбург)[9]
- Орден Людвига 1-й степени (1884, великое герцогство Гессен)[9]
- Орден Грифона 4-й степени (1889, великое герцогство Мекленбург-Шверин)[9]
- Орден Звезды Румынии 1-й степени (1898, королевство Румыния)
- Орден Почётного легиона, большой крест (1902, Франция)[10]